# Det som engang var
Pour les articles homonymes, voir Som.
Albums de Burzum
Aske Hvis lyset tar oss
Det som engang var (« Ce qui fut ») est le deuxième album de Burzum, sorti en 1993. L'album devait initialement s'appeler På svarte troner, mais Varg Vikernes opta finalement pour le titre actuel. La chanson Det som en gang var, avec une orthographe légèrement différente, apparaît sur l'album suivant, Hvis lyset tar oss.

## Production
Il a été enregistré en avril 1992 (avant le EP Aske, bien que celui-ci soit sorti après) et n'est pas édité chez Deathlike Silence Productions mais chez le propre label de Varg Vikernes, Cymophane (tirage CD original limité à 950 copies). L'album fut cependant ultérieurement réédité chez Misanthropy en 1994.

## Liste des morceaux
Toute la musique a été composée par Count Grishnackh.
| No | Titre                | Traduction                    | Durée |
| -- | -------------------- | ----------------------------- | ----- |
| 1. | Den onde kysten      | La côte du mal                | 2:20  |
| 2. | Key to the Gate      | La clé de la porte            | 5:14  |
| 3. | En Ring til å herske | Un anneau pour gouverner      | 7:10  |
| 4. | Lost Wisdom          | Sagesse perdue                | 4:38  |
| 5. | Han som reiste       | Celui qui errait              | 4:51  |
| 6. | Når himmelen klarner | Quand le ciel s'éclaircit     | 3:50  |
| 7. | Snu mikrokosmos tegn | Change le signe du microcosme | 9:36  |
| 8. | Svarte troner        | Trônes noirs                  | 2:16  |

## Composition
- Count Grishnackh : Chant, guitare, batterie, basse, synthétiseur, composition et production.
- Euronymous : Gong[1] (piste #1)
- Pytten : production

## Illustration
La couverture (peinte par Jannicke Wiese-Hansen) est inspirée par The Temple of Elemental Evil, un manuel de Advanced Dungeons and Dragons.